# Campanularia crenata
Campanularia crenata är en nässeldjursart som först beskrevs av Gustav Hartlaub 1901.  Campanularia crenata ingår i släktet Campanularia och familjen Campanulariidae. Inga underarter finns listade i Catalogue of Life.